# The Dice Man
Denna artikel handlar om albumet av Fredrik Wadling, för boken av George Crockcroft, se Tärningsspelaren.
The Dice Man är ett samlingsalbum med sångaren Freddie Wadling utgivet 1991 men inspelat mellan åren 1981 och 1990. Låtarna är från en flera av de projekt och grupper som Wadling var med i under den här perioden, som till exempel Blue for Two, Cortex och Fläskkvartetten. Albumet gavs ut både på LP och CD.

## Låtlista
1. Over the Rainbow (Harold Arlen/Yip Harburg) – 4:18
2. Stay Casey (Freddie Wadling/Henryk Lipp) – 4:30
3. Animal Man (Freddie Wadling) – 2:56
4. Ships (Freddie Wadling/Henryk Lipp) – 4:10
5. Into the Dawn (Freddie Wadling/Henryk Lipp) – 3:50
6. Liquid Sky (Freddie Wadling/Nils Wohlrabe) – 5:30
7. Solitary Drinker (Freddie Wadling/Nils Wohlrabe) – 4:05
8. Plugging Him into the Wall (Freddie Wadling/Fläskkvartetten) – 5:39
9. The Drums (Freddie Wadling/Henryk Lipp) – 4:53
10. Flesh and Proud (Freddie Wadling/Fläskkvartetten) – 5:11
11. The Freaks (Freddie Wadling) – 3:12
12. I Can Dig You When I Smoke My Cigarette (Freddie Wadling/Fläskkvartetten) – 4:26
13. I Am the Walrus (John Lennon/Paul McCartney) – 5:05
14. Into the Garden of Your Mind (Freddie Wadling/Henryk Lipp) – 3:40

Spår 12–14 är bonusspår på CD-utgåvan.

## Ursprunglig utgivning
Album med Freddie Wadling
Something Wicked This Way Comes (1989)  – spår 7
Album med Blue for Two
Blue for Two (1986)– spår 4
Songs from a Pale and Bitter Moon (1988) – spår 2, 5, 9, 14
Album med Fläskkvartetten
What’s Your Pleasure? (1988) – spår 8
Goodbye Sweden (1990) – spår 10, 12, 13
Fläskkvartetten featuring Freddie Wadling med Västerås Symfoni 1:a (1992) – spår 1
Album med Cortex
You Can't Kill the Boogeyman (1985) – spår 3, 11
Album med The Mobile Whorehouse
The Mobile Whorehouse (1990) – spår 6

## Musiker
- Freddie Wadling – sång och vox organ
- Nils Wohlrabe – gitarrer, "mutations"
- Reinhold Erzmoneit – bas
- Staffan Lindahl – trummor
- Anna Lena Karlsson – kör
- Annika Söderholm – kör
- Marie Wefring – kör
- Johan Söderberg – marimba
- Sebastian Öberg – cello
- Chance Random – loop
- Zbigniew Karkowski – bas och gitarr
- Lars Åkerlund – gitarrer
- Jean-Louis Huhta – "metal"
- Joseph Kallinger – sång
- Carl Michael von Hausswolff – "vox organ and mutations"
- Anders Hagström – "mutations"
- Kajsa Nyström – flöjt
- Anders Juhlin – saxofon